# 德賴坎特角
德賴坎特角（英語：Dreikanter Head）是南極洲的海岬，位於維多利亞地的斯科特海岸，處於亨特冰川和馬斯頓冰川之間的格蘭納特港西岸，現時由南極條約體系管理。